# Георгій Дудник
Ду́дник Гео́ргій (нар. 1902 — 22 січня (4 лютого) 1918, Київ) — козак Гайдамацького кошу Слобідської України — війська Центральної Ради. Учасник боїв за Київ з революційними військовими формуваннями під керівництвом Михайла Муравйова. Брав участь у штурмі заводу «Арсенал» під час придушення січневого повстання 1918 року. Помер унаслідок отриманого під час штурму смертельного поранення.

## Ушанування пам'яті
2016 року в Києві на честь Георгія Дудника названо вулицю.